# Window Snyder
Window Snyder (San Francisco) és CSO —directora de seguretat— de la plataforma Fastly, una xarxa de lliurament de continguts. A més, ha estat responsable de seguretat a Microsoft, a Mozilla Corporation i a Apple Inc. Snyder és coautora de Threat Modeling, una guia pràctica per a la seguretat d'aplicacions.